# Seyre
Seyre är en kommun i departementet Haute-Garonne i regionen Occitanien i södra Frankrike. Kommunen ligger i kantonen Nailloux som tillhör arrondissementet Toulouse. År 2022 hade Seyre 127 invånare.

## Befolkningsutveckling
Antalet invånare i kommunen Seyre
Referens:INSEE